# Günter Pursch
Günter Pursch (* 1947) ist ein deutscher Journalist und Sachbuchautor. Bekannt ist er vor allem durch seine Parlamentarischen Schimpfbücher.

## Leben

### Beruflicher Werdegang und Privatleben
Günter Pursch arbeitete von 1972 bis 1987 als Referent in der CDU/CSU-Bundestagsfraktion. 1987 wechselte er als Vertreter der CDU/CSU in die Redaktion der Wochenzeitung Das Parlament, wo er von 1989 bis 2008 als Leitender Redakteur tätig war.
Seit 1999 lebt Günter Pursch in Berlin. Er ist verheiratet und hat zwei erwachsene Kinder.

### „Schimpfchronist des Bundestages“
Im Jahr 1975 begann er damit, Stilblüten, Geistesblitze, Zwischenrufe, Beleidigungen und Wutausbrüche deutscher Politiker vor allem im Deutschen Bundestag zu sammeln. Besonders ergiebig erwies sich hierbei der für sein rhetorisches Talent, aber auch seine Verbalattacken geradezu legendäre SPD-Fraktionsvorsitzende Herbert Wehner. So entstand die Zitate-Sammlung Worte des Abgeordneten Wehner: „Die können Sie sich einrahmen“ (1976). Schließlich legte Pursch 1980 erstmals sein Parlamentarisches Schimpfbuch vor, dass eine Auswahl markanter Aussprüche der Volksvertreter aller Fraktionen im Deutschen Bundestag seit dessen Gründung im Jahr 1949 versammelte. Das Buch fand großen Anklang, sodass Pursch ihm 1986 einen zweiten Band folgen ließ, der Äußerungen im Bundestag zwischen 1980 und 1986 abbildete. In den Folgejahren trug „der Schimpfchronist des Bundestages“ weiter Zitate zusammen und veröffentlichte unter verschiedenen Titeln weitere, jeweils aktualisierte Fassungen, zuletzt 2009 Das parlamentarische Schimpfbuch. Stilblüten und Geistesblitze unserer Volksvertreter in 60 Jahren Bundestag anlässlich der Feiern zum „runden“ Geburtstag des deutschen Parlamentes. Für seine „Schimpfbücher“ hat Pursch über die Jahrzehnte 240.000 Seiten stenografische Protokolle aller Plenarsitzungen im Hinblick auf besonders prägnante Äußerungen durchforstet.
Nach Puchs Erkenntnissen war Herbert Wehner unangefochtener Rekordhalter in Sachen Ordnungsrufe. Er kam im Bundestag auf 57 Verwarnungen. Hinter ihm rangierten auf der „ewigen Bestenliste“ Heinz Renner (KPD) mit 47 und Ottmar „Schreier“ Schreiner (SPD) mit 40 Ordnungsrufen; Schreiner hatte es sich laut Pursch sogar zum erklärten Ziel gesetzt, Wehner zu übertreffen.
Für Pursch erfüllen all diese Sticheleien und Entgleisungen jedoch auch eine psychosoziale Funktion: „Schimpf, auch der parlamentarische, ist eine Art Stuhlgang der Seele.“ Das Verhalten der Parlamentarier sei letztlich nur menschlich:

„Politik wird von Menschen für Menschen gemacht. Und so wird häufig vergessen, dass Abgeordnete zu eben dieser Spezies gehörten. Sie sind Volksvertreter – und das bedeutet doch, wenn sie wirklich die Interessen des Volkes vertreten, dass sie sowohl all die Stärken als auch die Schwächen haben, wie sie bei „Otto Normalverbraucher“ genauso zu finden sind. Wäre das anders, wären sie doch keine guten Volksvertreter.“

Verlören die Abgeordneten ihre Schwächen, gäben sie wohl auch ihre Menschlichkeit auf, befürchtet Pursch. Daher hofft und wünscht er, dass im Deutschen Bundestag auch weiterhin „geschimpft, gespottet, gestichelt und gelacht wird“.
Pursch veröffentlichte auch Kurzbiografien von Bundespolitikern sowie eine Dokumentation der Diskussion um den Schwangerschaftsabbruch in der Bundestagsdebatte vom 25. Juni 1992 mit der Entscheidung zum § 218 des Strafgesetzbuches (1992).

## Schriften
- als Zusammensteller: Worte des Abgeordneten Wehner: „Die können Sie sich einrahmen“, Vorwort von Gerhard Reddemann, Mainz 1976 (ISBN 3-7758-0924-4)
- als Herausgeber/Zusammensteller: „Reizender“ Bundestag. Zwischenrufe, Stilblüten und Sticheleien aus dem Bonner Parlament, mit Karikaturen von Party, einem Geleitwort von Richard Stücklen und einem Vorwort von Gerhard Reddemann, Bonn 1979
- als Herausgeber/Zusammensteller: Parlamentarisches Schimpfbuch,  2 Bände:
  - Parlamentarisches Schimpfbuch, Frankfurt am Main, Berlin und Wien 1980 (ISBN 3-548-20111-3 oder ISBN 978-3-548-20111-5; mehrere Auflagen)
  - Parlamentarisches Schimpfbuch II. 1980 - 1986, Frankfurt am Main, Berlin und Wien 1986 (ISBN 3-548-20659-X oder ISBN 978-3-548-20659-2)
- als Herausgeber/Zusammensteller und Bearbeiter: Die in Bonn: Regieren – Opponieren. 81 Politiker-Lebensläufe, Frankfurt am Main, Berlin und Wien 1981 (ISBN 3-548-34519-0)
- als Herausgeber/Bearbeiter zusammen mit Volkhard Laitenberger: Soziale Marktwirtschaft. Bilanz und Perspektive, Bonn ca. 1989
- als Herausgeber/Zusammensteller: Das große parlamentarische Schimpfbuch. Stilblüten und Geistesblitze unserer Volksvertreter, Illustrationen von Burkhard Mohr, München 1989 (ab der 3. Auflage unter dem Titel Das neue parlamentarische Schimpfbuch. Stilblüten und Geistesblitze unserer Volksvertreter, mit einem Geleitwort von Michaela Geiger, München 1997, ISBN 3-7844-2613-1)
- als Herausgeber/Zusammensteller: Das parlamentarische Schimpf- & Schmunzel-Lexikon. Von „Abbruchunternehmen“ bis „Zynismus“ 1949 – 1991, mit einem Geleitwort von Hans Klein und einem Vorwort von Gerhard Reddemann, München 1992  (ISBN 3-7844-2395-7)
- als Herausgeber, Zusammensteller und Bearbeiter: § 218, die Entscheidung. Das Wortprotokoll des Deutschen Bundestages vom 25. Juni 1992, mit einem Geleitwort von Ursula Männle, Frankfurt am Main und Berlin 1992 (ISBN 3-548-36607-4)
- als Herausgeber/Zusammensteller: Das parlamentarische Schimpfbuch. Stilblüten und Geistesblitze unserer Volksvertreter in 60 Jahren Bundestag,  mit einem Geleitwort von Gerda Hasselfeldt, München 2009 (ISBN 978-3-7766-2594-3)